# Ramón Castilla
Ramón Castilla y Marquesado (født 31. august 1797, død 25. maj 1867) var en peruviansk caudillo og præsident i Peru i fire perioder. Hans første markante optræden i peruviansk historie var som en kommandør i libertadorenes hær under Den spanske uafhængighedskrig, der førte til, at Peru blev en selvstændig nation. Senere ledede han landet under dets økonomiske opvækst, der skyldtes avl af fuglen guano. Castillas regering afskaffede også slaveriet og moderniserede staten.